# 奥古斯都·斯托纳·德克尔
奥古斯都·斯托纳·德克尔 (1813年–1872年)曾于1846年任美国俄亥俄州哥伦布市市长，辉格党党员。他是由前任市长亚历山大·巴顿指定代理的。德克尔生于宾夕法尼亚州，后举家移居哥伦布。